# Lake Moore
Der Lake Moore ist ein abflussloser Salzsee im Westen des australischen Bundesstaates Western Australia. 
Nordwestlich diese Sees führt der Great Northern Highway vorbei. Perth liegt in ca. 280 km Entfernung südwestlich und der Mount Magnet ca. 200 km nördlich des Sees. Der See besitzt in etwa die Form eines F mit einem Fortsatz nach Nordosten. Seine Ausdehnung in Nord-Süd-Richtung beträgt etwa 120 km, seine größte Ausdehnung in Ost-West-Richtung etwa 35 km. An seinem Ostufer befinden sich (von Norden nach Süden) die Siedlungen Maranalgo, Mouroubra und Remlap. Sie sind alle über eine unbefestigte Straße vom Great Northern Highway (Ausfahrt: Paynes Find) zu erreichen.
Die meiste Zeit liegt der Salzsee trocken. Nur bei starken Regenfällen füllt er sich mit Wasser, das dann nach und nach wieder verdunstet.